# Romain Mianzula
Romain Mianzula (ur. 21 listopada 1961 r., zm. 6 września 1985 r.) – belgijski bokser kategorii lekkośredniej.

## Kariera zawodowa
Mianzula na zawodowym ringu zadebiutował 30 marca 1980 r., pokonując na punkty Francuza Maurice'a Renauda. Niecały miesiąc później odbył się rewanż pomiędzy tymi zawodnikami, ale na terenie Belga w Liebe. Pojedynek zakończył się remisem.
Belg do 1985 r. stoczył jeszcze 26 pojedynków, z czego wygrał 25. a jeden zremisował. Pokonał m.in. dwukrotnie Maurice'a Bufiego - mistrza Belgii w kategorii lekkośredniej, mistrza Francji w kategorii lekkośredniej Richarda Rodrigueza czy Wima Thijssena w pojedynku o mistrzostwo Beneluxu w kategorii lekkośredniej.

## Śmierć
Romain Mianzula został zamordowany 6 września 1985 r. w belgijskim klubie nocnym. Zmarł w wieku niespełna 23 lat. Na zawodowym ringu nigdy nie doznał porażki.